# Horst Schroth
Horst Schroth (* 29. Juli 1948 in Münchberg) ist ein deutscher Kabarettist, Autor und Schauspieler.

## Leben
Schroth schloss zunächst ein Studium der Betriebswirtschaftslehre ab, später studierte er noch  Geschichte und Sozialwissenschaften. Während des Studiums arbeitete er bereits als Regieassistent am Theater, später auch als Schauspieler.
Mitte der 1970er-Jahre gründete er zusammen mit Michael Batz in Hamburg die Freie Theatergruppe „Theater zwischen Tür und Angel“. Es folgten zahlreiche Produktionen im Bereich des Straßentheaters und Kindertheaters.
Ab Mitte der 1980er-Jahre wandte sich Schroth dem Kabarett zu. Zunächst zusammen mit Achim Konejung und Michael Batz entstanden Programme wie Die Volkszählungsrevue (1983 und noch einmal 1987) und Sex Total (ebenfalls 1987). Ab 1989 arbeitete das Duo Schroth und Konejung zusammen. 1989 hatte die Produktion Gnadenlos deutsch Premiere und galt von Anfang an als eine der präzisesten politisch-satirischen Bestandsaufnahmen zum Thema Deutsche Wiedervereinigung.
Dafür konnte das Duo im Jahr 1990 den renommierten „Deutschen Kleinkunstpreis“ entgegennehmen. Im Jahr 1999 erhielt Schroth erneut den „Deutschen Kleinkunstpreis“, diesmal für seine Soloprogramme. Er ist damit einer der wenigen Kabarettisten, die diesen Preis im Laufe ihrer Karriere zweimal entgegennehmen durften. Weitere wichtige Preise: 1999 Stern des Jahres der Münchner Abendzeitung und der Leipziger Löwenzahn. 2007 wurde er in Herne mit dem „Tegtmeier-Ehrenpreis“ ausgezeichnet.
In den 90er-Jahren folgten die Produktionen Alles meins! und die legendären Kabarettprojekte Reichspolterabend (1990, 1992 und 1994) mit den Kabarettisten Heinrich Pachl, Arnulf Rating, Matthias Beltz und Achim Konejung.
1994 präsentierte Schroth sein erstes Soloprogramm Null Fehler – Herr Laux versteht die Welt nicht mehr, gefolgt von Scharf auf Harakiri (1996), Herrenabend (1998), Katerfrühstück (2002), Nur die Größe zählt (2005), Wenn Frauen fragen – Das Beste aus 10 Jahren (2008) und Grün vor Neid (2008). Im August 2011 folgte das Programm Was weg ist, ist weg. Sein Programm Null Fehler – Lehrer Laux. Das Comeback hatte  am 14. Februar 2014 im Hamburger St. Pauli-Theater Premiere. Mit Wenn Frauen fragen war er seit 2008 parallel zu dem jeweils aktuellen Programm auf Tour. 2013 erschien Wenn Frauen fragen als Buch. 2017 hatte das Nachfolgeprogramm Wenn Frauen immer weiter fragen Premiere. Bei allen Soloprogrammen führte Ulrich Waller Regie.
Von Herbst 2019 bis Juni 2020 präsentierte Schroth auf seiner letzten Tournee das Programm Schlusskurve … mit dem Besten aus 40 Jahren, mit dem er sich von seinem Publikum verabschiedete.
Parallel zur Bühnenarbeit arbeitete Schroth für Radio und Fernsehen, ist häufig Gast in Kabarettsendungen wie Scheibenwischer oder Mitternachtsspitzen. In den Jahren 2004 und 2005 spielte Schroth die Hauptrolle des Paul Wagner in der ZDF-Familien-Serie Halt durch, Paul und ebenso in der Fortsetzung der Serie unter dem Titel Papa ist der Boss.
Schroth lebt seit 2007 in Ahrensburg, zusammen mit seiner Frau und seinen zwei Hunden.

## Werke

### Audio-CDs
- 1996: Scharf auf Harakiri
- 1999: Herrenabend
- 2000: Herrenabend 2000
- 2002: Katerfrühstück
- 2004: Katerfrühstück (Update 2004)
- 2005: Nur die Größe zählt
- 2008: Wenn Frauen fragen – Das Beste aus 10 Jahren
- 2009: Grün vor Neid
- 2010: Schroth Box
- 2012: Was weg ist, ist weg
- 2014: Null Fehler

### Video-DVDs
- 2005: Nur die Größe zählt

## Auszeichnungen
- 1990: Deutscher Kleinkunstpreis
- 1999: Stern des Jahres der Münchner AZ
- 1999: Leipziger Löwenzahn
- 1999: Deutscher Kleinkunstpreis
- 2007: Tegtmeiers Erben Ehrenpreis